# Hydaticus microdaemeli
Hydaticus microdaemeli är en skalbaggsart som beskrevs av Watts 1978. Hydaticus microdaemeli ingår i släktet Hydaticus och familjen dykare. Inga underarter finns listade i Catalogue of Life.